# Gentianella formosissima
Gentianella formosissima là một loài thực vật có hoa trong họ Long đởm. Loài này được (D.Don ex G.Don) Fabris ex J.S.Pringle mô tả khoa học đầu tiên năm 1981.